# مهر سکوت
مُهر سکوت یک مجموعه تلویزیونی محصول سال ۱۳۷۴ به کارگردانی شهریار بدیعی، نویسندگی حسین پاکدل احمد شیشه‌گران و تهیه‌کنندگی می‌باشد. این مجموعه از سری داستان‌های قصه شب سیما بود که هر شب از شبکه اول پخش می‌شد.

## بازیگران
- گیتی معینی
- ایرج سنجری
- پرویز سپرویزن
- رحمان مقدم
- شهرام زرگر
- علیرضا اسحاقی
- فریبا شمس
- میترا زنجانی‌پور رستمی